# Мрнявчевичи
Мрнявчевичи (серб. Мрњавчевићи) — средневековый сербский род, который правил областью сегодняшней Македонии c 1366 по 1395.
Семья Мрнявчевич происходит от Мрнявы, описанного рагузским историком XVII-го века Мавро Орбини как мелкий дворянин из Захумья (в современной Герцеговине и южной Далмации). Фамилия «Мрнявчевич» не фигурирует в  источниках XIV и XV веков, также членам семьи  не приписывали никакой другой фамилии. Впервые название рода Мрнявчевич встречается в «Руварчев родослове», написанном между 1563 и 1584 годами. Неизвестно, появилась ли эта фамилия в Родослове из какого-то более старого источника или же из народной традиции и поэзии. По словам Орбини, сыновья у Мрнявы родились в Ливно в западной Боснии, куда он, возможно, переехал после того, как Захумье было захвачено у Сербии Боснией в 1326 году. Семья Мрнявчевич, возможно, как и многие другие дворяне Захумья, поддержала сербского царя Стефана Душана в его подготовке вторгнуться в Боснию, а потом, опасаясь преследований, эмигрировала в Сербию. Эти приготовления, возможно, начались за два года до самого вторжения, которое произошло в 1350 году. Первое письменное упоминание Вукашина относится к 1350 году. Сообщается, что Душан назначил его жупаном (местным губернатором) Прилепа, отвоёванного Сербией у Византии в 1334 году вместе с другими частями Македонии. После смерти Стефана Уроша Сильного (1331—1355) Вукашин стал соправителем короля Сербии  Стефана Уроша Слабого (1355—1371). После смерти Уроша сербское королевство распалось. Вукашин и Углеша Мрнявчевичи пали в битве на реке Марица, выигрыш в которой открыл туркам путь к покорению Сербии.
Сын Вукашина, Марко Мрнявчевич, управлял Прилепом под титулом «Король сербов и греков», признав вассальную зависимость от Османов.

## Родословная
1. Мрнява
  1. Вукашин Мрнявчевич (?—умер 26 сентября 1371)
    1. Марко Мрнявчевич (?—умер 1395)
    2. Андриаш Мрнявчевич — умер после 1403
    3. Иваниш Мрнявчевич — умер до 1391
    4. Дмитар Мрнявчевич — умер после 1407
    5. Оливера Мрнявчевич — муж: Георгий I Балшич. Брак расторгнут после смерти Вукашина в 1371 году.
    6. Милица Мрнявчевич — муж: Страцимир Балшич

  2. Углеша Мрнявчевич (?—умер 26 сентября 1371)
  3. Гойко Мрнявчевич
  4. Елена